# 春日神社 (豊後高田市)
春日神社（かすがじんじゃ）は、大分県豊後高田市にある神社である。旧社格は郷社。

## 祭神
武甕槌命（たけみかづちのみこと）、経津主命（ふつぬしのみこと）、天児屋根命（あめのこやねのみこと）、姫大神（ひめおおかみ）の春日四神を祀る。

## 歴史
大同4年（809年）の創建と伝えられる。稲妻が光り雷鳴が轟く中、白鹿に乗った白髪の老人が現れ、「われは三笠山に住める翁ぞ」と告げたことから、これを春日大明神の化身と見て、社を設けたのが始まりとされる。
中世には豊後国守護の大友氏の信仰を得て繁栄したが、キリシタン大名として有名な第21代当主大友義鎮（宗麟）により、社殿のほとんどが焼き払われた。
その後、漸次再建され、明治時代に入ると1873年（明治6年）に郷社となった。2011年（平成23年）には、境内の建物13件が国の登録有形文化財に登録されている。

## 神事

### 潮汲み神事
かつて大干魃の年には、臨時の大祭である雨乞いの「潮汲み神事」が行われた。神社には、文政8年（1825年）の様子を記した「大潮汲み神事絵巻」が所蔵されており、「春日神社潮汲絵巻」として豊後高田市の有形文化財に指定されている。
2009年（平成21年）には、鎮座一千二百年祭の記念事業のひとつとして、この神事が1934年（昭和9年）以来、75年ぶりに再現された。呉崎潮汲みお旅所を出発した行列は、潮筒を入れた唐櫃や馬上の神職、高々と掲げられた大幣やお囃子など、230名に及ぶ参加者により本宮に到着。五穀豊穣・氏子安寧の祭典が執り行われた。

## 文化財

### 国の登録有形文化財
- 春日神社本殿 - 江戸時代末期
- 春日神社摂社厳島神社 - 明治時代
- 春日神社摂社八坂神社 - 江戸時代後期
- 春日神社申殿 - 1905年（明治38年）
- 春日神社拝殿 - 1921年（大正10年）
- 春日神社籠り屋 - 1927年（昭和2年）
- 春日神社神楽殿 - 1835年（天保6年）
- 春日神社鐘楼 - 1830年（文政13年）
- 春日神社神門 - 1845年（弘化2年）
- 春日神社西門 - 江戸時代後期
- 春日神社余興舞台 - 1952年（昭和27年）
- 春日神社参道鳥居 - 1715年（享保5年）
- 春日神社西参道鳥居 - 1934年（昭和9年）

（以上、2011年（平成23年）10月28日登録）

### 豊後高田市指定史跡
- 春日神社潮汲御旅所跡地 - 豊後高田市呉崎1530番地（1979年（昭和54年）9月21日指定）[2]

### 豊後高田市指定有形文化財
- 春日神社潮汲絵巻（2002年（平成14年）9月3日指定）[2][7]

## その他

### 和りんごの原種の木
本社である奈良県の春日大社の本殿前には和りんごの原種となる木が植えられた林檎の庭がある。これに倣い、2006年（平成18年）に青森県に依頼して「新疆野苹果（しんきょうやへいか）」「黄太平（きたいへい）」の2種の苗木の奉納を受け、ミスりんごなど関係者を迎えて植樹祭が行われた。